# سعيد كلاكيت (فلم)
سعيد كلاكيت هو فيلم كوميدي مصري من إنتاج سنة 2014 م ، من إخراج بيتر ميمي، وتأليف محمد علّام، وإنتاج أنور علم الدين، وبطولة كُل من عمرو عبد الجليل وعلا غانم ورودي العميري وأحمد فؤاد سليم.

## القصة
سعيد كلاكيت (عمرو عبدالجليل) عامل كلاكيت محبوب من الجميع لخفة دمه واستظرافه، يعاني في عمله من فرض المنتجة سميرة فريد (سلوى عثمان) لابنها الممثل الفاشل على الأعمال التي تنتجها، والذي يقوم بدور البطولة أمام خطيبة سعيد كلاكيت الممثلة سلمى (سارة سلامة) والخطيبة السابقة للمخرج يوسف الذي ما زال يحبها. يعيش سعيد في منزل على السطوح مع ابنته الصغيرة أمنية (رودي العميري)، ويعاني من مطاردة جارته العاهرة حنان (علا غانم). 
فوجئ سعيد بزيارة غير متوقعة من المخرج يوسف ومعه هدية لإبنته أمنية، ولم يفهم سبب الزيارة، ولكنه في اليوم التالي فوجئ باختطاف ابنته أمنية، وطلب منه المختطف أن يضع رصاصًا حقيقيًا في المسدس الذي سيقتل به بطل الفيلم خالد شهاب، وبعد أن نفذ سعيد المطلوب تراجع وقطع الكهرباء حتى لا يتم استكمال المشهد، وعاد المختطف لتهديده وطلب منه الحضور لمقابلته، ليكتشف سعيد أنه المنتج المعتزل حلمي شهاب (أحمد فؤاد سليم) والد خالد شهاب وزوج المنتجة سميرة فريد، والذي أخبره أنه يريد قتل ابنه، لأنه في الحقيقة ليس ابنه وأثبتت التحاليل ذلك، فبعد أن انتشل زوجته سميرة فريد من الفقر وجعل منها نجمة استولت على كل ما يملك وخانته، وادعت أن خالد شهاب ابنه على غير الحقيقة، فوافق سعيد كلاكيت على تنفيذ المطلوب. تم قتل خالد شهاب والمفاجأة أن سعيد اعترف أمام مفتش المباحث مروان (نضال نجم) أنه القاتل، مبررًا فعلته بأن ابنته مخطوفة وقتل خالد شهاب تحت التهديد. 
وبسؤال جارته حنان اتضح أنها زوجته وأن سعيد ليس له بنات من أصله لأنه لا ينجب، وأنه مصاب بانفصام في الشخصية، وجميع العاملين في الاستوديو يعلمون ذلك ويعاملونه على هذا الأساس، وأن زيارة المخرج كانت للمجاملة رغم عِلم المخرج بعدم وجود ابنة لسعيد، كما أن حلمي شهاب قد مات منذ 4 سنوات.
ولكن المفتش مروان وجد بعض الحقائق في أقوال سعيد كلاكيت، فتحرى عن الموضوع فاكتشف أن المستفيد الوحيد من مقتل خالد شهاب هو المخرج يوسف الذي يحب الممثلة سلمى، وأنه هو القاتل الحقيقي الذي استغل حالة سعيد المرضية وأوهمه بخطف ابنته الغير موجودة، حيث دفعه لوضع الرصاص الحقيقي لتتم وقائع الجريمة، وقام المفتش بإعلان هروب سعيد في الصحف لكي يبحث عنه المخرج للتخلص منه، ودبر مقابلة لسعيد مع المخرج يوسف وأعد له كمين وقبض عليه أثناء محاولته قتل سعيد، وأعاد لسعيد ابنته المخطوفة أمنية، أو بمعنى آخر أوهمه بعودتها.

## طاقم العمل
- عمرو عبد الجليل بدور سعيد كلاكيت[4]
- علا غانم بدور حنان
- رودي العميري بدور أمنية
- أحمد فؤاد سليم بدور حلمي شهاب
- نضال نجم بدور مروان
- سارة سلامة بدور سلمى
- محمد شرف بدور سامح إنتاج
- سلوى عثمان بدور سميرة فايد
- محمد صلاح آدم بدور يوسف
- فتحي سعد
- فاطمة كشري
- سليمان عيد
- محمد فؤاد
- نهاد فهمى
- أحمد ماهر
- حليم سرور
- عيد أبو الحمد
- اسلام اسماعيل
- محمد علام
- أيمن بشاي
- علي كمالو
- هاني العدوي
- رانيا السعيد
- محمد دربالة
- كريم الملاخ

## وصلات خارجية
- فيلم سعيد كلاكيت على موقع قاعدة بيانات الأفلام العربية
- فيلم سعيد كلاكيت على موقع IMDb (بالإنجليزية)